# Långtjärnen (Los socken, Hälsingland, 683992-143465)
Långtjärnen är en sjö i Ljusdals kommun i Hälsingland och ingår i Dalälvens huvudavrinningsområde. Sjön är 4 meter djup, har en yta på 0,0722 kvadratkilometer och befinner sig 581,3 meter över havet.

## Delavrinningsområde
Långtjärnen ingår i det delavrinningsområde (683975-143572) som SMHI kallar för Namn saknas. Medelhöjden är 572 meter över havet och ytan är 8,81 kvadratkilometer. Räknas de 3 avrinningsområdena uppströms in blir den ackumulerade arean 14,38 kvadratkilometer. Sandsjöån (Sundsjöån) som avvattnar avrinningsområdet har biflödesordning 3, vilket innebär att vattnet flödar genom totalt 3 vattendrag innan det når havet efter 445 kilometer. Avrinningsområdet består mestadels av skog (93 procent). Avrinningsområdet har 0,07 kvadratkilometer vattenytor vilket ger det en sjöprocent på 0,8 procent.